# ژان پیر برول
ژان پیر برول (اسپانیایی: Jean Pierre Brol‎؛ زادهٔ ۱۸ دسامبر ۱۹۸۲) تیرانداز اهل گواتمالا است.
وی در مسابقات کشوری و بین‌المللی در مجموع برندهٔ ۵ مدال طلا، ۳ مدال نقره، ۲ مدال برنز شده است.